# Lathriopyga longiseta
Lathriopyga longiseta is een springstaartensoort uit de familie van de Neanuridae. De wetenschappelijke naam van de soort is voor het eerst geldig gepubliceerd in 1910 door Caroli.